# Chaetanthus tenellus
Chaetanthus tenellus är en gräsväxtart som först beskrevs av Christian Gottfried Daniel Nees von Esenbeck, och fick sitt nu gällande namn av Barbara Gillian Briggs och Lawrence Alexander Sidney Johnson. Chaetanthus tenellus ingår i släktet Chaetanthus och familjen Restionaceae. Inga underarter finns listade i Catalogue of Life.